# Mancera de Abajo
Mancera de Abajo è un comune spagnolo di 353 abitanti situato nella comunità autonoma di Castiglia e León.